# Miasta Hondurasu
Według danych oficjalnych pochodzących z 2010 roku Honduras posiadał ponad 40 miast o ludności przekraczającej 2 tys. mieszkańców. Stolica kraju Tegucigalpa jako jedyne miasto liczyło ponad milion mieszkańców; 1 miasto z ludnością 500÷1000 tys.; 3 miasta z ludnością 100÷500 tys.; 6 miast z ludnością 50÷100 tys.; 8 miast z ludnością 25÷50 tys. oraz reszta miast poniżej 25 tys. mieszkańców.
W 1991 ludność miejska stanowiła 44% ogółu ludności. Większość ważniejszych ośrodków miejskich położonych jest w zachodniej części kraju. Największym miastem jest stolica kraju Tegucigalpa, gdzie mieszka co ósmy mieszkaniec Hondurasu. Drugim ważnym ośrodkiem miejskim jest położone w północno-zachodniej części kraju San Pedro Sula, wokół którego wyrosło kilka średniej wielkości miast (m.in. Choloma, El Progreso czy La Lima), tworząc razem aglomerację, która liczbą ludności dorównuje stolicy kraju. Trzecie co wielkości miasto kraju La Ceiba jest ważnym portem morskim na wybrzeżu karaibskim.

## Największe miasta w Hondurasie
Największe miasta w Hondurasie według liczebności mieszkańców (stan na 01.07.2010):
| L.p. | Miasto         | Departament       | Liczba ludności |
| ---- | -------------- | ----------------- | --------------- |
| 1.   | Tegucigalpa    | Francisco Morazán | 1 086 641       |
| 2.   | San Pedro Sula | Cortés            | 638 259         |
| 3.   | Choloma        | Cortés            | 222 828         |
| 4.   | La Ceiba       | Atlántida         | 174 006         |
| 5.   | El Progreso    | Yoro              | 131 125         |
| 6.   | Choluteca      | Choluteca         | 93 598          |
| 7.   | Comayagua      | Comayagua         | 75 281          |
| 8.   | Puerto Cortés  | Cortés            | 60 751          |
| 9.   | La Lima        | Cortés            | 59 030          |
| 10.  | Danlí          | El Paraíso        | 56 968          |

## Alfabetyczna lista miast w Hondurasie
Spis miast Hondurasu powyżej 2 tys. ludności według spisu ludności z 2009 roku (czcionką pogrubioną wydzielono miasta powyżej 1 mln):
- Catacamas
- Choloma
- Choluteca
- Cofradía
- Comayagua
- Coxen Hole (Roatán)
- Danlí
- El Paraíso
- El Progreso
- Gracias
- Guaimaca
- Intibucá
- Juticalpa
- La Ceiba
- La Entrada
- La Esperanza
- La Lima
- La Paz
- Morazán
- Nacaome
- Nueva Ocotepeque
- Olanchito
- Potrerillos
- Puerto Cortés
- Puerto Lempira
- San Lorenzo
- San Pedro Sula
- Santa Bárbara
- Santa Rita
- Santa Rosa de Copán
- Siguatepeque
- Talanga
- Tegucigalpa
- Tela
- Tocoa
- Trujillo
- Villanueva
- Yoro
- Yuscarán